# Hasle Klinker- og Chamottestensfabrik
Die Hasle Klinker- og Chamottestensfabrik A/S bei Muleby an der Westküste von Bornholm, etwa drei Kilometer südlich von Hasle gelegen, produzierte Fliesen, Kacheln und Schamotte und später Abfluss- und Kanalrohre aus Keramik. Die Firma wurde 1843 unter dem Namen Hasle Klinker gegründet, bis sie 1889 ihren Namen wechselte. Das Unternehmen existierte bis 1997.

## Historie des Unternehmens

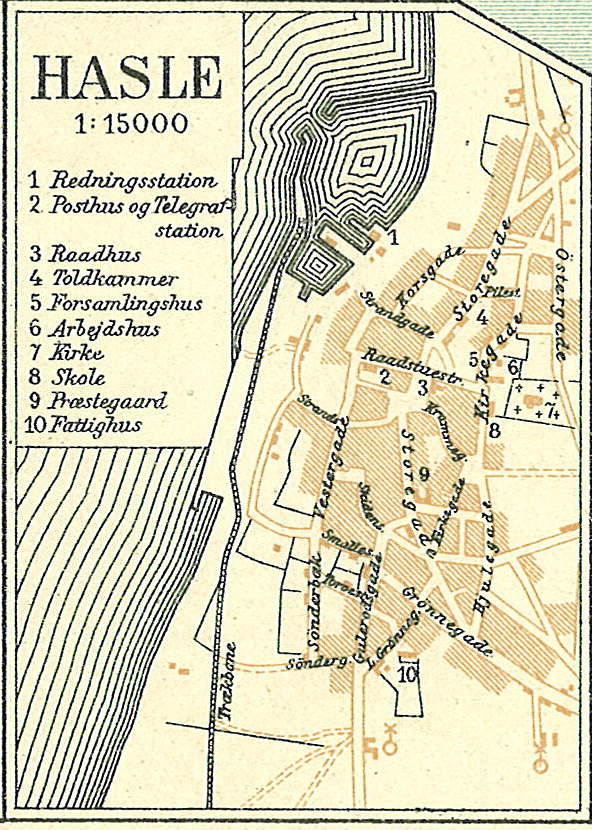
Bahngleis (Trakbane) zum Hafen, Ausschnitt aus Karte von Bornholm um 1900

Die Entdeckung von Kohle unter dem Meeresboden an der Küste von Hasle in den 1830er Jahren führte 1843 zur Gründung des Unternehmens Hasle Klinker, das neben dem Abbau von Kohle zunächst die Herstellung von Ziegeln für den Hausbau betrieb. Die gewonnene Kohle kam zum Brennen der Ziegel zum Einsatz. Zum Brand von 58.000 Steinen wurden 250 Tonnen Kohle benötigt. 1000 Ziegelsteine wurden zu einem Preis von 17 Rigsbankdaler verkauft. Die Größe der Ziegelsteine war 10 Zoll (26 cm) lang, 5 Zoll (13 cm) breit und 2 ¾ (7,2 cm) dick.
Die Rohstoffe Kohle und Ton wurden vom Unternehmen lokal abgebaut, in deren Folge drei künstliche Seen (Sø) entstanden. Ihre Namen wurden nach der Farbe des jeweiligen See-Grundes benannt:
- der Rubinsøen mit dicht bewachsenen steilen Ufern liegt nahe der Stadt Hasle. Hier wurden von 1942 bis 1948 mehr als 30.000 Tonnen Braunkohle abgebaut.[4]
- der Smaragdsøen, nahe der Klinkerfabrik, von der Ostsee nur durch einen Damm und den Strand getrennt,[5] und
- der Safirsøen[6] waren Tongruben, aus denen der Ton für die Ziegelsteinprodukte gewonnen wurde.

Der abgebaute Ton (Kaolin aus verwittertem Granit) war von hoher Qualität und lieferte die wesentliche Grundlage für die etwa 150 Jahre währende Unternehmensgeschichte.
Das Unternehmen profitierte von den beiden königlichen Erlassen von 1799 und 1832 aufgrund des großen Brandes in Kopenhagen 1795, wonach beim Hausbau nur noch Ziegel statt Holz und Dachziegel statt Stroh verwendet werden dürften. In den 1850er Jahren wurden durch die Einführung von Drainagemaßnahmen in der Landwirtschaft zusätzlich Abfluss- und Kanalrohre aus Keramik produziert.
1872 wurde das Unternehmen in eine Aktiengesellschaft mit dem Namen „Bornholms Kul- og Teglværker“ (Bornholms Kohle- und Ziegelwerke) umgewandelt und in seinem Aufbau von deutsche Gruben-Ingenieuren unterstützt. Ende 1876 wurde der Kohlebergbau eingestellt, da sich der Abbau erschöpfte und die deutlich bessere englische Kohle für die Dampfmaschinen billiger war.
Das Unternehmen musste aufgrund wirtschaftlich schwieriger Zeiten 1877 verkauft werden. Mit dem neuen Besitzer wurde 1889 das Unternehmen in Hasle Klinker- og Chamottestensfabrik A/S umbenannt.
Die Hasle-Klinker wurden überwiegend an die Ostsee-Anrainerstaaten sowie innerhalb Dänemarks verkauft, wobei der Transport nur über den Seeweg erfolgen konnte. 1895 wurde das Unternehmen für seine Klinker in einer Ausstellung in Lübeck mit der Goldmedaille ausgezeichnet. Um die Jahrhundertwende waren im Unternehmen 120 bis 130 Mitarbeiter beschäftigt, mit einem hohen Anteil von ausländischen Arbeitskräften aus Deutschland, Schweden und Polen.
1928 wurde das Produktionsspektrum um glasierte Abfluss- und Kanalrohre aus Keramik erweitert, die auf dem dänischen Markt einen Produktionsanteil von 50 % errangen. Das Unternehmen war in den 1950er-Jahren in Bornholm der größte Arbeitgeber, der bis zu 1.200 Mitarbeiter zählte. Zum Abtransport der Produkte waren täglich drei bis vier Schiffe von Hasle und Rønne im Einsatz.
Durch die Neuentwicklung der Kanalrohre aus Kunststoff auf dem Weltmarkt ging der Umsatz an Keramikprodukten des Unternehmens deutlich zurück. 1970 musste die Hasle Klinker- og Chamottestensfabrik A/S an das Unternehmen Bornholm County verkauft werden, um die ca. 700 Arbeitsplätze im Unternehmen zu erhalten. 1980 ging das Unternehmen an Aalborg Portland Cement. 1997 wurde die Produktion vollständig eingestellt. Die Produktionshallen wurden z. T. abgerissen. Auf dem Firmengelände befinden sich heute nur noch rudimentäre Gebäudeteile.

## Industriebahn Hasle Klinker- og Chamottestensfabrik
Zwischen der Hasle Klinker- og Chamottestensfabrik und dem Hafen von Hasle wurde mit der Hafenerweiterung von 1874 bis 1877 eine meterspurige Strecke errichtet. Diese 3,3 km lange Bahnstrecke (siehe Karte von Bornholm um 1900), auf der die im Werk hergestellten Fliesen, Kacheln, Schamottesteine und Klinker zum Hafen transportiert wurden, war bis zur Schließung des Unternehmens um 1997 in Betrieb. Eine Verbindung mit dem Inselbahnnetz bestand nicht. Die Bahntrasse wurde in einen Fahrrad- und Wanderweg umgestaltet.